# پلاک وسایل نقلیه استان خوزستان
پلاک وسایل نقلیه استان خوزستان ۱۴ ،۲۴ ،۳۴ می‌باشد که در خودروهای عمومی، تاکسی‌ها، خودروی معلولین، ادوات کشاورزی و خودروهای دولتی کد پلاک استانی است. اما در خودروهای شخصی، کد پلاک به تفکیک شهرستان می‌باشد.
پلاک فکی ۱۴ ط درحال واگذاری است
پلاک فکی ٢۴ ل درحال واگذاری است

## کد ۱۴ - مرکز استان (اهواز، باوی، حمیدیه، کارون)
| ۱۴ | ۳۴۵ 12 |

| حرف | شهرستان                         | وضعیت شماره‌گذاری                                  |
| --- | ------------------------------- | ------------------------------------------------- |
| الف | دولتی                           | سرشماره ۲۹ درحال واگذاری                          |
| ب   | اهواز، باوی، حمیدیه، کارون (۱)  | پایان شماره‌گذاری                                  |
| ت   | تاکسی‌                           | سرشماره ۴۹ درحال واگذاری                          |
| ج   | اهواز، باوی، حمیدیه، کارون (۲)  | پایان شماره‌گذاری                                  |
| د   | اهواز، باوی، حمیدیه، کارون (۳)  | پایان شماره‌گذاری                                  |
| ژ   | جانبازان معلولین                | سرشماره ۱۱ درحال واگذاری سرشماره ۵۱ درحال واگذاری |
| س   | اهواز، باوی، حمیدیه، کارون (۴)  | پایان شماره‌گذاری                                  |
| ص   | اهواز، باوی، حمیدیه، کارون (۵)  | پایان شماره‌گذاری                                  |
| ط   | اهواز، باوی، حمیدیه، کارون (۶)  | پایان شماره‌گذاری                                  |
| ع   | عمومی (۱)                       | پایان شماره‌گذاری                                  |
| ق   | اهواز، باوی، حمیدیه، کارون (۷)  | پایان شماره‌گذاری                                  |
| ک   | کشاورزی (۱)                     | پایان شماره گذاری                                 |
| گ   | گذرموقت، آزمایش فنی (۱)         | پایان شماره‌گذاری                                  |
| ل   | اهواز، باوی، حمیدیه، کارون (۸)  | پایان شماره‌گذاری                                  |
| م   | اهواز، باوی، حمیدیه، کارون (۹)  | پایان شماره‌گذاری                                  |
| ن   | اهواز، باوی، حمیدیه، کارون (۱۰) | پایان شماره‌گذاری                                  |
| و   | اهواز، باوی، حمیدیه، کارون (۱۱) | پایان شماره‌گذاری                                  |
| ه‍   | اهواز، باوی، حمیدیه، کارون (۱۲) | پایان شماره‌گذاری                                  |
| ی   | اهواز، باوی، حمیدیه، کارون (۱۳) | پایان شماره‌گذاری                                  |

| نکته | با اتمام شماره‌گذاری حروف برای ایران ۱۴ و حرف (ی) ایران ۳۴ شماره‌گذاری شهرهای اهواز، باوی، حمیدیه، کارون واگذاری به پایان رسیده و پلاک‌های فک شده (ایران۱۴ ب، ج، د، س و …) انجام می‌شود. |

## کد ۲۴ - استان خوزستان
| ۲۴ | ۳۴۵ 12 |

| حرف | شهرستان                                | وضعیت شماره‌گذاری         |
| --- | -------------------------------------- | ------------------------ |
| ب   | آبادان (۱)                             | پایان شماره‌گذاری         |
| ج   | خرمشهر (۱)                             | پایان شماره‌گذاری         |
| د   | دزفول (۱)                              | پایان شماره‌گذاری         |
| س   | بهبهان، آغاجاری (۱)                    | پایان شماره‌گذاری         |
| ص   | مسجدسلیمان، اندیکا                     | پایان شماره‌گذاری         |
| ط   | بندرماهشهر، بندر شاپور (۱)             | پایان شماره‌گذاری         |
| ع   | عمومی (۲)                              | سرشماره ٩٩ درحال واگذاری |
| ق*  | آبادان (۳)، دشت آزادگان، هویزه         | پایان شماره گذاری        |
| ک   | کشاورزی (۲)                            | سرشماره ١۵ درحال واگذاری |
| گ   | گذرموقت، آزمایش فنی (۲)                | سرشماره ۱۹ درحال واگذاری |
| ل   | رامهرمز، رامشیر، هفتکل                 | پایان شماره‌گذاری         |
| م   | اندیمشک (۱)                            | پایان شماره‌گذاری         |
| ن   | شوشتر، گتوند (۱)                       | پایان شماره‌گذاری         |
| و   | شوش، کرخه (۱)                          | پایان شماره‌گذاری         |
| ه‍*   | شادگان (۱)، بندرماهشهر، بندر شاپور (۳) | پایان شماره گذاری        |
| ی   | ایذه، دزپارت (۱)                       | پایان شماره‌گذاری         |

| کدهای مشترک* | توضیح                                                                                                   |
| ------------ | --- |
| ق            | ۲۴ ق - کد مشترک دشت آزادگان و آبادان (تاسرشماره ۶۴ اختصاصی دشت آزادگان و از سرشماره ۶۵ مشترک با آبادان) |
| ه‍            | ۲۴ ه‍ - کد مشترک شادگان و ماهشهر (تا سرشماره ۵۳ اختصاصی شادگان و از سرشماره ۵۴ مشترک با ماهشهر)           |

## کد ۳۴ - استان خوزستان
| ۳۴ | ۳۴۵ 12 |

| حرف | شهرستان                         | وضعیت شماره‌گذاری         |
| --- | ------------------------------- | ------------------------ |
| ب   | باغ‌ملک، صیدون                   | سرشماره ۵۶ درحال واگذاری |
| ج   | امیدیه                          | سرشماره ۸۵ درحال واگذاری |
| د*  | هندیجان (۱)، خرمشهر (۲)         | سرشماره ۴٧ درحال واگذاری |
| س*  | لالی (۱)، اندیمشک (۲)           | سرشماره ۳٦ درحال واگذاری |
| ص   | دزفول (۲)                       | پایان شماره‌گذاری         |
| ع   | عمومی (۳)                       | ذخیره                    |
| ط   | بندرماهشهر، بندر امام (۲)       | پایان شماره‌گذاری         |
| ق   | آبادان (۲)                      | پایان شماره‌گذاری         |
| ل   | ذخیره                           | ...                      |
| م   | ذخیره                           | ...                      |
| ن   | بهبهان، آغاجاری (۲)             | پایان شماره گذاری        |
| و   | دزفول (۳)                       | پایان شماره‌گذاری         |
| ه‍   | شوشتر، گتوند (۲)                | سرشماره ۸٩ درحال واگذاری |
| ی   | اهواز، باوی، حمیدیه، کارون (۱۴) | پایان شماره‌گذاری         |

پس از اتمام کد ۳۴ ه شوشتر، گتوند پلاک‌های فکی آن که یکسال از زمان آن گذشته‌است واگذاری می‌شود.
| کدهای مشترک* | توضیح                                                                                               |
| ------------ | --------------------------------------------------------------------------------------------------- |
| د            | ۳۴ د - کد مشترک هندیجان و خرمشهر (تا سرشماره ۲۶ اختصاصی هندیجان و از سرشماره ۲۷ مشترک با خرمشهر)    |
| س            | ۳۴ س - کد مشترک لالی و اندیمشک (تا سرشماره ۱۶ اختصاصی لالی و از سرشماره ۱۷ به بعد مشترک با اندیمشک) |

پلاک موتور: ۵۶۳ تا ۵۶۹ + ۸۵۱